# 161e régiment d'infanterie (10e régiment d'infanterie rhénan)
Pour les articles homonymes, voir 161e régiment.
Le 161e régiment d'infanterie (10e régiment d'infanterie rhénan) est une unité d'infanterie de l'armée prussienne.

## Histoire
L'unité est créée dans le cadre de l'expansion de l'armée en 1897 le 31 mars 1897 en même temps que les 146e à 176e régiments d'infanterie . La garnison est à Cologne en 1897/99, puis à Trèves et à partir du 1er août 1914 à Düren. À partir de ce moment, le 2e bataillon se trouve à Eschweiler et le 3e bataillon basé à Juliers (provisoirement Cologne). Avec le 25e régiment d'infanterie (de), l'unité forme la 29e brigade d'infanterie, qui est subordonnée en 1914 à la 15e division d'infanterie.
Le 27 janvier 1902, Guillaume II émet un ordre militaire selon lequel les unités qui n'ont auparavant pas de nom d'équipe terrestre reçoivent une extension de nom afin de mieux les distinguer et de construire une tradition. À partir de ce moment, le régiment s'appelle 161e régiment d'infanterie (10e régiment d'infanterie rhénan).

### Première Guerre mondiale
Le régiment est mobilisé le 2 août 1914 et est déployé principalement sur le front occidental pendant la Première Guerre mondiale. Il combat en 1914 et notamment sur la Marne, en 1916 sur la Somme et en 1917 en Flandre. Le 2 octobre 1918, le régiment reçoit sa propre compagnie de lanceurs de mines. Huit jours plus tard, après des pertes, le régiment est constitué en deux bataillons de combat, et le 22 octobre 1918, après de nouvelles lourdes pertes subies à Solesmes, il ne se compose plus que d'une demi-compagnie. À la fin du mois, les 1er et 3e bataillons sont reconstitués

### Après-guerre
Après l'armistice de Compiègne, les restes du régiment rentrent chez eux. Le Conseil des Ouvriers et des Soldats de Düren, en collaboration avec le commandement de la garnison et le commandement du 1er bataillon de réserve du 161e régiment d'infanterie, fonde le 10 novembre 1918 une garde de sécurité. Fin décembre 1918, le reste du régiment est d'abord démobilisé à Meppen puis à partir de la mi-janvier 1919 au centre de traitement de Nordhorn. Avec la démobilisation, des parties de la Compagnie de sécurité de Cologne, qui opèrent comme corps francs, sont créées. Celui-ci est absorbé par le détachement de Rhénanie de la Reichswehr en juin 1919.
Dans la Reichswehr, la tradition est  reprise par la 3e compagnie du 17e régiment d'infanterie (de)  par décret du chef du commandement de l'armée, le général d'infanterie Hans von Seeckt, en date du 24 août 1921.

## Commandants
| Grade                 | Nom                             | Date                                |
| --------------------- | ------------------------------- | ----------------------------------- |
| Oberst                | Karl Galli                      | 1er avril 1897 au 17 avril 1899     |
| Oberst                | Armin Kloth                     | 18 avril 1899 au 21 avril 1902      |
| Oberst                | Johannes von Poellnitz (de)     | 22 avril 1902 au 1er février 1904   |
| Oberst                | Louis Rasch                     | 2 février 1904 au 21 mars 1908      |
| Oberst                | Karl Ludwig von Mühlenfels (de) | 22 mars 1908 au 8 mars 1912         |
| Oberst                | Robert von Bernuth              | 9 mars 1912 au 30 juillet 1914      |
| Oberst                | Kurt Wilcke                     | 1er août 1914 au 11 mars 1915       |
| Oberstleutnant/Oberst | Ernst Schütz                    | 12 mars 1915 au 26 juillet 1918     |
| Major                 | Hertzberg                       | 27 juillet au 12 décembre 1918      |
| Oberstleutnant        | Paul Lentz                      | 13 décembre 1918 au 29 janvier 1919 |

### Autres officiers
- Le lieutenant Willy Rohr, le futur père de la « tactique des troupes de choc » développée par « son » bataillon d'assaut (de).